# Gerry Waller
Gerry Waller (Gert Israël Waller, Berlijn, 17 oktober 1912 - Zwitserland, 17 november 1994) was een Duits-Nederlands literatuurcriticus, filmrecensent en bankier.

## Levensloop
Hij werd in 1912 in Berlijn geboren als zoon van een joodse bankier van de Deutsche Bank. Hij zat daar op het Französisches Gymnasium en ontmoette thuis beroemdheden als Albert Einstein. In 1931 ging hij naar Londen, waar hij vier jaar bij een bank in de deviezen- en valutahandel werkte. Na terugkeer in Duitsland protesteerde hij tegen hoge belastingen, voerde een proces tegen de overheid en werd enkele malen gearresteerd door het nazi-regime. In 1937 vertrok hij naar Amsterdam, waar hij introk bij de bankiersfamilie Kahn en daar zijn latere vrouw Ellen Zlata Kahn ontmoette. Op 29 juli 1942 trouwden ze in Amsterdam. Al in 1938 waren de ouders Kahn naar New York geëmigreerd, maar Ellen en Gerry konden niet mee omdat Gerry geen paspoort had. Ze wilden niet onderduiken en werden op 29 juli 1943 in Amsterdam gearresteerd en op 15 maart 1944 vanuit Kamp Westerbork op transport gesteld naar concentratiekamp Bergen-Belsen, waar ze wisten te overleven mede doordat Gerry baantjes regelde. Na de bevrijding ging hij voor het Amerikaanse filmbedrijf Shaeff-film werken en zorgde dat Ellen voor het Algemeen Handelsblad films kon recenseren. In oktober 1954 verhuisden ze naar Londen, waar Gerry een financieringsmaatschappij oprichtte, die uiteindelijk in moeilijkheden kwam. Gerry werd in 1960 voor financiële malversaties veroordeeld tot drie jaar gevangenisstraf. Toen hij vrijkwam werd Gerry literatuurcriticus voor het Algemeen Handelsblad en in 1964 keerde hij met Ellen terug naar Amsterdam. Hetzelfde jaar  werd hij directiesecretaris van H.J. van der Rijn nv, een firma in non-ferrometalen halffabricaten (later gefuseerd met Billiton International Metals). In 1967 werd de Van der Rijn-prijs, door Gerry bedacht als een aanmoedigingsprijs voor kunst, toegekend aan de filmers Johan van der Keuken en Jan Boon. 
In de jaren zeventig ondersteunde hij met Ellen het International Film Festival Rotterdam, dat in 1972 werd opgericht. Samen met Ellen en een andere filmjournalist verzorgde hij ongeveer tien jaar de filmpagina van het gefuseerde NRC Handelsblad. Na ongenoegen met de hoofdredactie begin jaren 80 vertrok het paar bij deze krant. Van 1983 tot 1992 was Gerry filmrecensent van Nederlandse films voor het Amerikaanse blad Variety (en ondertekende met "Wail").